# Fernando Muslera
Néstor Fernando Muslera Micol (Buenos Aires, 16 giugno 1986) è un calciatore uruguaiano, portiere dell'Estudiantes (LP). Con la nazionale uruguaiana è stato campione del Sud America nel 2011.

## Carriera

### Club

#### Gli inizi
Nato nella capitale argentina da genitori uruguaiani e cresciuto in Uruguay fin da quando aveva pochi mesi, prende il nome dal calciatore uruguaiano Fernando Morena. Muove i primi passi da professionista nella Primera Division uruguayana. Dal 2004 al 2006 ha vestito i colori del Montevideo Wanderers con cui ha giocato 44 incontri. Prima di arrivare in Italia, acquistato nell'estate del 2007 dalla Lazio, ha militato nel Nacional Montevideo, squadra con cui ha disputato 4 partite.

#### Lazio

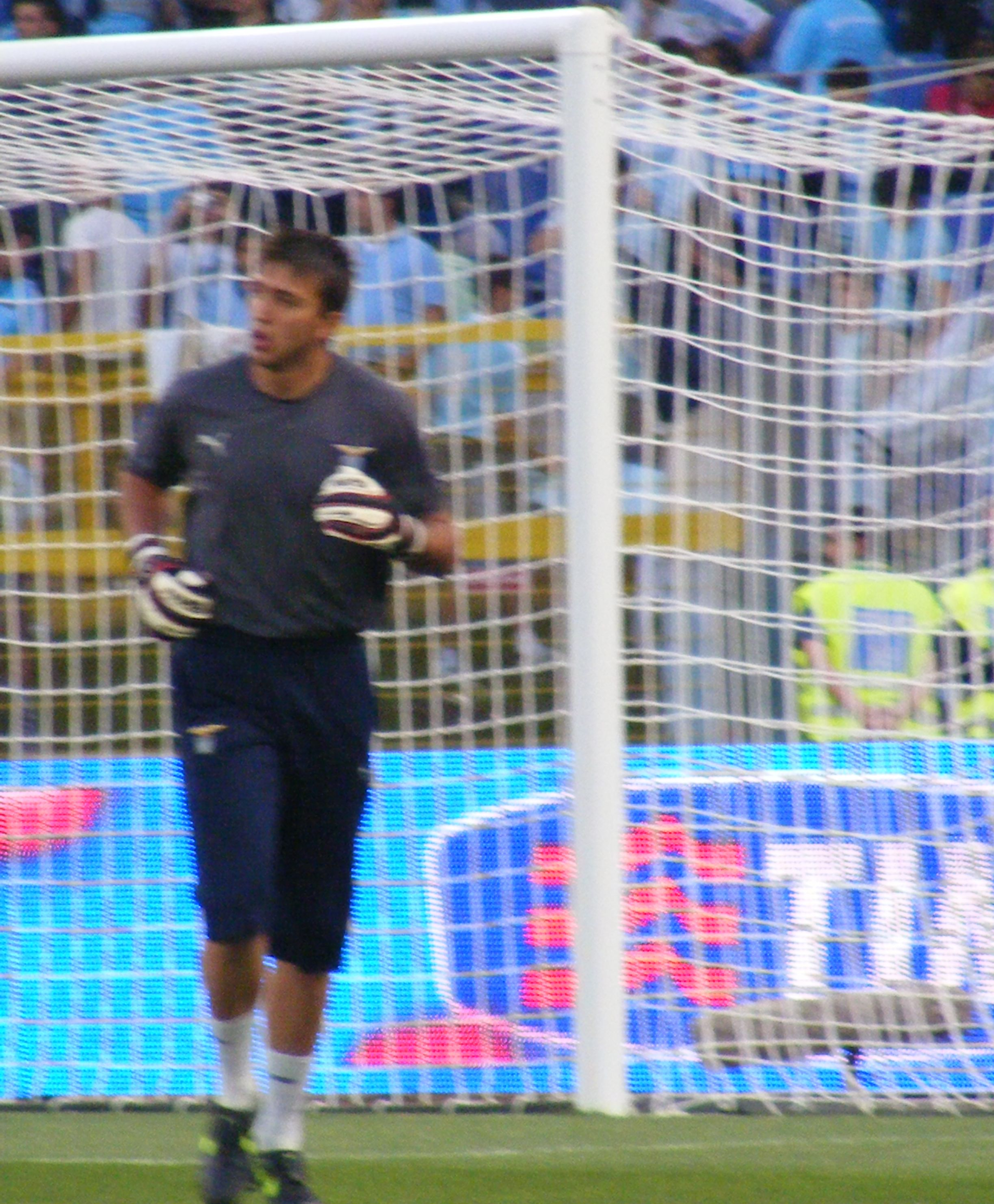
Muslera con la Lazio nel 2009.

La squadra romana lo ha acquistato per una cifra di circa 3 milioni di euro. I biancocelesti avevano acquistato in precedenza il portiere argentino Juan Pablo Carrizo con l'intento di sostituire Angelo Peruzzi, ritiratosi dall'attività agonistica, ma a causa dei problemi legati al passaporto di Carrizo hanno dovuto acquistare Muslera, al quale è stata assegnata la maglia numero 1. È stato il quinto uruguaiano nella storia della Lazio. Ha esordito in Serie A il 15 settembre 2007 allo Stadio Olimpico di Roma nella partita Lazio-Empoli (0-0) (3ª giornata del campionato 2007-2008). Alla 7ª giornata, nella sua quinta partita consecutiva, è stato protagonista in negativo nella sconfitta casalinga contro il Milan per 1-5, commettendo errori decisivi. Nelle partite successive di campionato viene relegato in panchina, mentre torna titolare nella Coppa Italia nelle gare contro il Napoli e la Fiorentina. Salva la qualificazione contro il Napoli con un intervento nel finale, deviando sulla traversa il tiro che avrebbe portato le squadre ai supplementari. Alla 32ª giornata del campionato, il 6 aprile 2008, torna titolare in occasione del pareggio per 2-2 in casa del Parma; malgrado le due reti incassate, disputa una buona partita compiendo due parate impegnative. Viene di nuovo utilizzato nel turno di campionato successivo Lazio-Siena ed è nuovamente protagonista di una papera che fissa il risultato sull'1-1 all'88'. Il tecnico della Lazio, Delio Rossi, lo relega in panchina per le due partite successive, affidando la porta laziale al quarantaquattrenne veterano Marco Ballotta, per poi schierarlo nuovamente titolare nella 36ª giornata, in casa contro il Palermo, gara in cui ha parato un rigore calciato da Amauri.
Nella stagione 2008-2009, risolti i problemi di passaporto, arriva alla Lazio il portiere argentino Carrizo e Muslera gli cede il numero 1, per indossare l'86 (suo anno di nascita) e fare da secondo portiere. Tuttavia Carrizo non offre grandi prestazioni, e Delio Rossi promuove nuovamente titolare il portiere uruguaiano nella gara di gennaio 2009 contro la Sampdoria dove para un rigore. Tra le partite successive si ricorda la semifinale di Coppa Italia nella quale si supera più volte contro la Juventus. È più volte chiamato in causa anche nel suo primo derby contro la Roma, dove si comporta bene contribuendo alla vittoria della Lazio. Il 13 maggio 2009, la finale di Coppa Italia tra Lazio e Sampdoria si decide ai calci di rigore: Muslera ne para uno ad Antonio Cassano ed uno ad Hugo Campagnaro, consegnando alla Lazio la quinta Coppa Italia della sua storia. Anche la stagione successiva vede il giovane uruguagio autore di buone prestazioni. Da ricordare la finale di Supercoppa italiana contro l'Inter, vinta dalla Lazio per 2-1. Il 20 agosto esordisce in una partita europea, giocando Lazio-Elfsborg (3-0), prima gara della stagione di Europa League. Conclude l'annata 2009-2010 subendo 48 gol in 42 partite. È stato votato settimo portiere al Mondo dalla Federazione Internazionale di Storia e Statistica del calcio (IFFHS).

#### Galatasaray

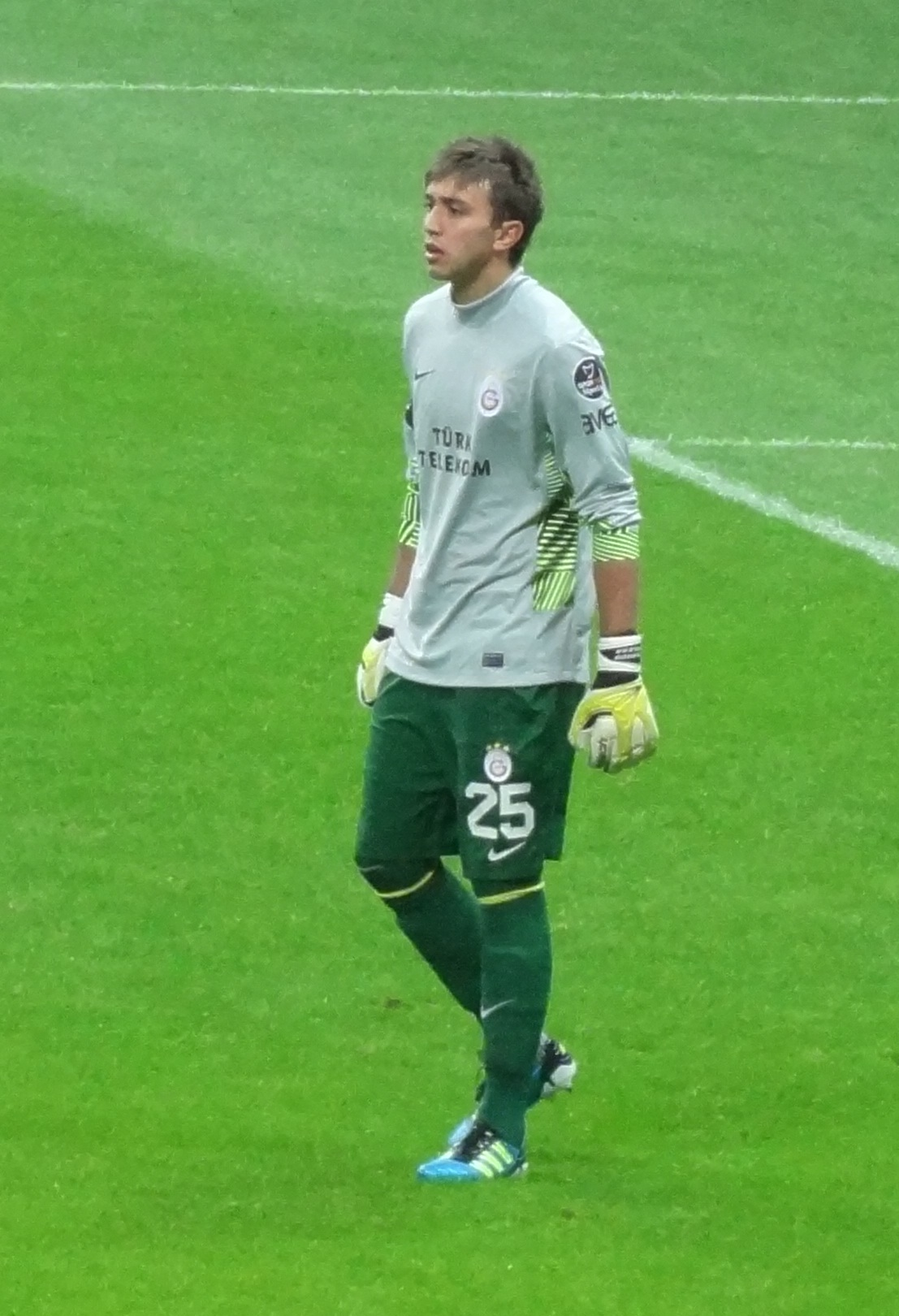
Muslera nella sua prima stagione con la maglia del Galatasaray nel 2011.

Il 20 luglio 2011, come contropartita per il trasferimento di Cana alla Lazio e un conguaglio economico vicino ai 3 milioni di euro, viene ufficializzato il suo passaggio al club turco del Galatasaray per i successivi 4 anni. Esordisce nella Süper Lig, l'11 settembre 2011, nella sconfitta per 2-0 contro l'İstanbul B.B.. L'8 aprile 2012, durante l'ultima partita di campionato, realizza un calcio di rigore contro il Manisapor nella vittoria per 4-0 e il 12 maggio si laurea campione di Turchia, vincendo i play-off per il titolo contro Fenerbahçe, Trabzonspor e Beşiktaş.
Il 12 agosto 2012, all'inizio della sua seconda stagione in terra turca, vince la Supercoppa turca, il suo secondo titolo con il Galatasaray, battendo per 3-2 il Fenerbahçe. Il successivo 19 settembre esordisce in Champions League contro il Manchester United, nella partita vinta per 1-0 dagli inglesi. Il 5 maggio 2013 vince il suo secondo campionato turco con il Galatasaray.
La terza stagione, con la maglia del club turco, inizia con la vittoria della Supercoppa turca, vinta ai danni del Fenerbahçe, grazie al gol, al minuto 99 durante i tempi supplementari, di Didier Drogba, per Muslera è il quarto trofeo vinto con il Galatasaray.
Il 25 agosto 2014 perde la Supercoppa turca, poiché il Galatasaray viene battuto, ai calci di rigore, dal Fenerbahçe. Il 25 maggio 2015, grazie al pareggio del Fenerbahçe secondo in classifica, vince il suo terzo campionato turco. Il 3 giugno successivo aggiunge alla bacheca dei trofei anche la sua seconda Coppa di Turchia poiché la sua squadra batte, in finale, il Bursaspor per 3-2.
L'8 agosto 2015 vince la sua terza Supercoppa turca poiché il Galatasaray batte il Bursaspor per 1-0. Il 26 maggio 2016, dopo una stagione costellata dai vari problemi finanziari del club che lo hanno portato ad una profonda crisi di risultati, vince la sua terza Coppa di Turchia poiché la sua squadra si impone, per 1-0, sul Fenerbahçe.
Il 14 agosto 2016 vince la sua quarta Supercoppa turca poiché la sua squadra si impone, ai calci di rigore, sui rivali del Beşiktaş. Il 19 maggio 2018 vince il suo quarto campionato turco. Nel 2018-19 vince il suo quinto campionato turco e annovera nel suo palmares la quarta coppa di Turchia vinta da lui. Nel 2019 vince la sua quinta Supercoppa di Turchia contro l'Akhisar Belediyespor.
Il 24 gennaio 2025, scendendo in campo nella partita di campionato contro il Konyaspor, colleziona la sua presenza numero 429, staccando Bülent Korkmaz. Il 18 maggio 2025 realizza il suo secondo gol con la maglia del Galatasaray, segnando un calcio di rigore contro il Kayserispor (3-0), assicurando così la vittoria del campionato.
Il 29 maggio seguente, al termine della stagione 2024-2025, durante la conferenza stampa alla vigilia della partita contro l'İstanbul Başakşehir, annuncia che sarebbe stata la sua ultima per il Galatasaray, concludendo la sua esperienza turca dopo 550 partite complessive e 19 trofei vinti.

#### Estudiantes
Il 24 giugno 2025 viene annunciato il suo ingaggio da parte dell'Estudiantes (LP), con cui sottoscrive un accordo di 18 mesi, valido fino al 31 dicembre 2026.

### Nazionale
Colleziona 9 presenze in nazionale Under-17 e 9 presenze in nazionale Under-20, con cui partecipa al campionato mondiale di categoria del 2005.
Viene convocato per la prima volta in nazionale maggiore dal tecnico Óscar Tabárez nell'ottobre 2009, per le sfide contro Perù e Colombia valide per le qualificazioni ai campionato mondiale 2010.
Il 10 ottobre 2009 debutta da titolare nella Celeste in occasione della gara vinta per 2-1 in casa contro l'Ecuador, valida per le qualificazioni a Sudafrica 2010. Il 14 novembre 2009, alla sua terza presenza, esce per la prima volta da imbattuto, dopo la vittoria esterna per 0-1 ai danni della Costa Rica; grazie al pareggio per 1-1 nella gara di ritorno, l'Uruguay si qualifica al campionato del mondo.
Nella fase finale del campionato del mondo di Sudafrica 2010 è il portiere titolare della nazionale e chiude la fase a gironi senza subire nemmeno un gol (unico a riuscire nell'impresa assieme ad Eduardo del Portogallo). Il 2 luglio 2010 para due dei tiri di rigore nel quarto di finale contro il Ghana, uno di John Mensah e l'altro di Dominic Adiyiah, conducendo la Celeste nelle semifinali del torneo per la prima volta dal 1970. In tale occasione diventa il portiere più giovane ad essere arrivato a giocare la semifinale di un mondiale. L'Uruguay verrà poi sconfitto per 3-2 dai Paesi Bassi e perderà, con lo stesso risultato, anche la finale per il terzo posto contro la Germania.

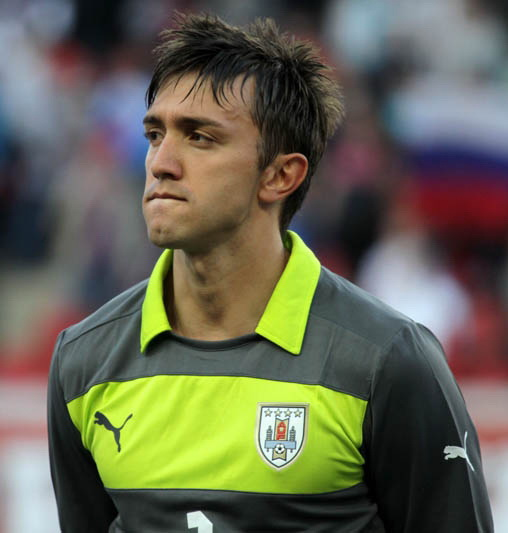
Muslera con la maglia dell'Uruguay nel 2012.

Durante la Copa América 2011 subisce soltanto due gol nella fase a gironi e uno nei quarti.
Ai quarti di finale para a Carlos Tévez uno dei tiri di rigore nella partita contro l'Argentina, permettendo alla Celeste di vincere per 6-5 e ottenere il passaggio alle semifinali, dove l'Uruguay elimina il Perù. Il 24 luglio 2011 vince la Coppa America grazie al successo per 3-0 nella finale contro il Paraguay. Malgrado abbia terminato il torneo con soli tre gol al passivo, il premio di miglior portiere della manifestazione viene assegnato al paraguaiano Justo Villar.
Il 5 maggio 2013 viene inserito da Óscar Tabárez nella lista dei 23 convocati per la Confederations Cup 2013 in Brasile. Esordisce nella competizione il 16 giugno in occasione della prima partita della fase a gironi contro la Spagna; la partita viene vinta per 2-1 dalle furie rosse. La nazionale uruguaiana uscirà di scena nelle semifinali del torneo, sconfitta dal Brasile, e perderà anche la finale per il terzo posto, ai tiri di rigore contro l'Nazionale di calcio dell'Italia, chiudendo quarta nel torneo. Muslera conclude la competizione con 4 presenze e 7 gol subiti.

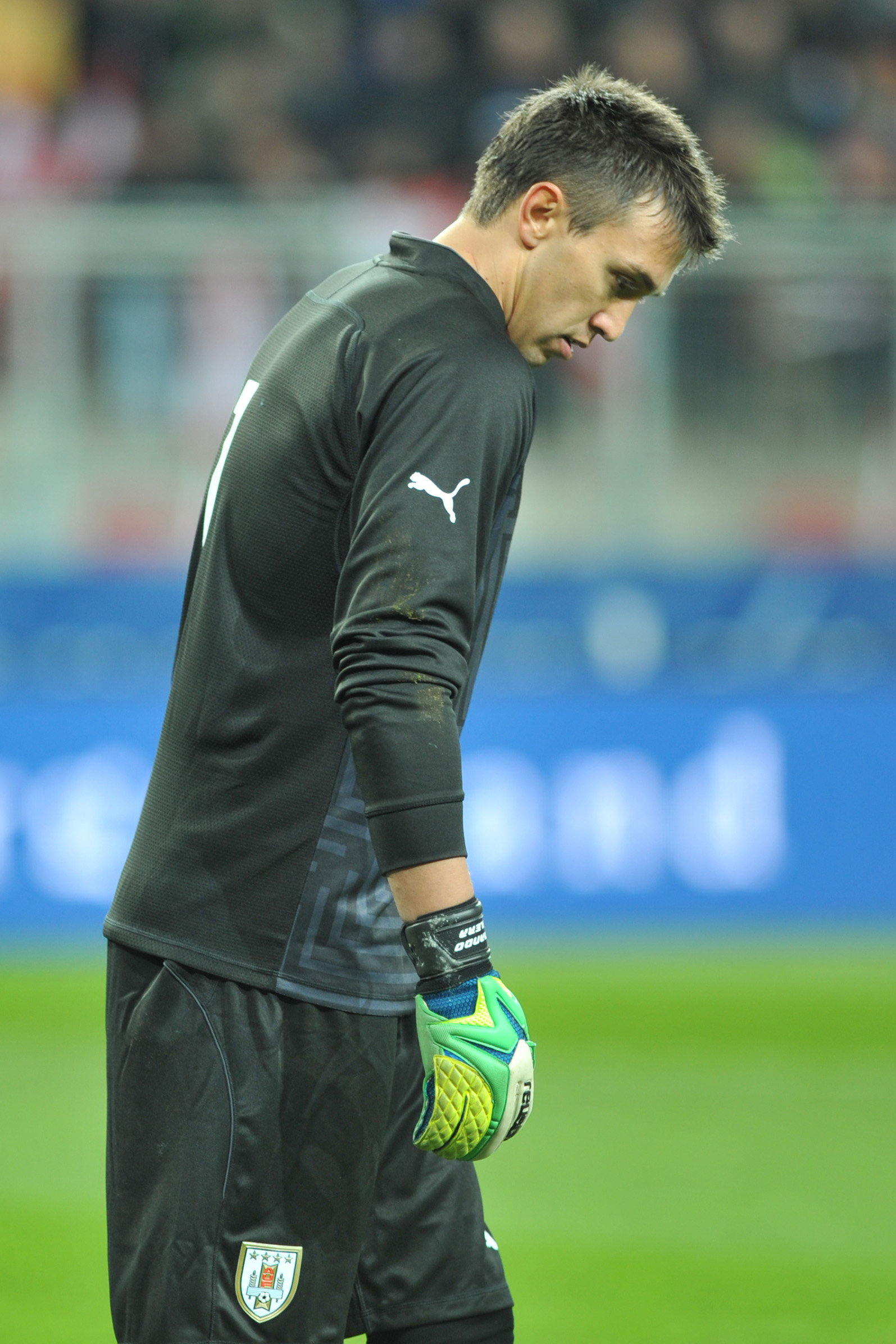
Muslera con la maglia dell'Uruguay nel 2014.

Convocato per il campionato del mondo 2014, è il portiere titolare dell'Uruguay che supera il girone comprendente Italia, Inghilterra e Costa Rica grazie al secondo posto e si ferma agli ottavi di finale, dopo aver perso contro la Colombia.
Convocato per la Coppa America 2015 in Cile, difende la porta dell'Uruguay che si piazza terzo nel girone con Argentina e Paraguay e si qualifica, come una delle due migliori terze piazzate della fase a gironi, ai quarti di finale, dove viene eliminato dal Cile.
Il 26 marzo 2016, in occasione della partita valida per la qualificazioni al campionato del mondo 2018 pareggiata per 2-2 contro il Brasile, raggiunge quota 78 presenze in nazionale, le stesse di Rodolfo Rodríguez, divenendo così il portiere con più presenze con la maglia Celeste.
Convocato anche per la Coppa America Centenario del 2016 negli Stati Uniti, viene eliminato con i compagni nella fase a gironi, a causa del terzo posto nel girone.
Selezionato per partecipare al campionato del mondo 2018 in Russia, ricopre il ruolo di titolare, scendendo in campo in tutte e 5 le partite della squadra nella competizione. Per Muslera è la terza partecipazione al mondiale. Il 25 giugno 2018, in occasione della partita contro la Russia, registra la quattordicesima presenza in una fase finale della Coppa del mondo, superando il connazionale Ladislao Mazurkiewicz. Nella stessa partita indossa per la centesima volta la maglia della sua nazionale. Dopo aver mantenuto la porta inviolata in tutte e tre le partite della fase a gironi, commette un errore nella gara dei quarti di finale contro la Francia, contribuendo all'eliminazione della compagine uruguaiana dal torneo.
Convocato anche per il campionato del mondo 2022 in Qatar, questa volta è il portiere di riserva (dietro Sergio Rochet).
Il 25 aprile 2024, dopo 133 partite con la Celeste, annuncia il ritiro dalla nazionale uruguaiana.

## Statistiche

### Presenze e reti nei club
Statistiche aggiornate al 25 giugno 2025.
| Stagione                    | Squadra                     | Campionato                  | Campionato | Campionato  | Coppe nazionali | Coppe nazionali | Coppe nazionali | Coppe continentali | Coppe continentali | Coppe continentali | Altre coppe | Altre coppe | Altre coppe | Totale | Totale  |
| Stagione                    | Squadra                     | Comp                        | Pres       | Reti        | Comp            | Pres            | Reti            | Comp               | Pres               | Reti               | Comp        | Pres        | Reti        | Pres   | Reti    |
| --------------------------- | --------------------------- | --------------------------- | ---------- | ----------- | --------------- | --------------- | --------------- | ------------------ | ------------------ | ------------------ | ----------- | ----------- | ----------- | ------ | ------- |
| 2004                        | Montevideo Wanderers        | PD                          | 2          | -?          | -               | -               | -               | -                  | -                  | -                  | -           | -           | -           | 2      | -?      |
| 2005                        | Montevideo Wanderers        | PD                          | 9          | -?          | -               | -               | -               | -                  | -                  | -                  | -           | -           | -           | 9      | -?      |
| 2006                        | Montevideo Wanderers        | PD                          | 20         | -?          | -               | -               | -               | -                  | -                  | -                  | -           | -           | -           | 20     | -?      |
| 2006-2007                   | Montevideo Wanderers        | PD                          | 13         | -?          | -               | -               | -               | -                  | -                  | -                  | -           | -           | -           | 13     | -?      |
| Totale Montevideo Wanderers | Totale Montevideo Wanderers | Totale Montevideo Wanderers | 44         | -?          |                 | -               | -               |                    | -                  | -                  |             | -           | -           | 44     | -?      |
| 2007-2008                   | Nacional                    | PD                          | 4          | -?          | -               | -               | -               | CL                 | 7                  | -8                 | -           | -           | -           | 11     | -8+     |
| 2007-2008                   | Lazio                       | A                           | 9          | -15         | CI              | 4               | -4              | UCL                | 0                  | 0                  |             | -           | -           | 13     | -19     |
| 2008-2009                   | Lazio                       | A                           | 15         | -22         | CI              | 6               | -5              | -                  | -                  | -                  | -           | -           | -           | 21     | -27     |
| 2009-2010                   | Lazio                       | A                           | 36         | -41         | CI              | 2               | -3              | UEL                | 4                  | -4                 | SI          | 1           | -1          | 43     | -49     |
| 2010-2011                   | Lazio                       | A                           | 36         | -38         | CI              | 0               | 0               | -                  | -                  | -                  | -           | -           | -           | 36     | -38     |
| Totale Lazio                | Totale Lazio                | Totale Lazio                | 96         | -116        |                 | 12              | -12             |                    | 4                  | -4                 |             | 1           | -1          | 113    | -133    |
| 2011-2012                   | Galatasaray                 | SL                          | 33+6       | -23 + -6; 1 | TK              | 0               | 0               | -                  | -                  | -                  | -           | -           | -           | 39     | -29; 1  |
| 2012-2013                   | Galatasaray                 | SL                          | 33         | -33         | TK              | 0               | 0               | UCL                | 10                 | -14                | ST          | 1           | -2          | 44     | -49     |
| 2013-2014                   | Galatasaray                 | SL                          | 29         | -25         | TK              | 3               | -4              | UCL                | 6                  | -12                | ST          | 1           | 0           | 39     | -41     |
| 2014-2015                   | Galatasaray                 | SL                          | 32         | -34         | TK              | 1               | -1              | UCL                | 5                  | -15                | ST          | 1           | 0           | 39     | -50     |
| 2015-2016                   | Galatasaray                 | SL                          | 33         | -46         | TK              | 6               | -4              | UCL+UEL            | 6+2                | -10 + -4           | ST          | 1           | 0           | 48     | -64     |
| 2016-2017                   | Galatasaray                 | SL                          | 34         | -40         | TK              | 0               | 0               | -                  | -                  | -                  | ST          | 1           | -1          | 35     | -42     |
| 2017-2018                   | Galatasaray                 | SL                          | 33         | -33         | TK              | 3               | -4              | UEL                | 2                  | -3                 | -           | -           | -           | 38     | -40     |
| 2018-2019                   | Galatasaray                 | SL                          | 33         | -32         | TK              | 3               | -3              | UCL+UEL            | 6+2                | -8 + -2            | ST          | 1           | -1          | 45     | -46     |
| 2019-2020                   | Galatasaray                 | SL                          | 26         | -19         | TK              | 2               | -1              | UCL                | 6                  | -14                | ST          | 1           | -0          | 35     | -34     |
| 2020-2021                   | Galatasaray                 | SL                          | 22         | -20         | TK              | 1               | -3              | UEL                | -                  | -                  | -           | -           | -           | 23     | -23     |
| 2021-2022                   | Galatasaray                 | SL                          | 25         | -31         | TK              | 0               | 0               | UCL+UEL            | 2+9                | -7 + -5            | -           | -           | -           | 36     | -43     |
| 2022-2023                   | Galatasaray                 | SL                          | 33         | -26         | TK              | 2               | -3              | -                  | -                  | -                  | -           | -           | -           | 35     | -29     |
| 2023-2024                   | Galatasaray                 | SL                          | 37         | -26         | TK              | 0               | 0               | UCL+UEL            | 12+2               | -18 + -6           | ST          | 1           | 0           | 52     | -50     |
| 2024-2025                   | Galatasaray                 | SL                          | 34         | -31; 1      | TK              | 0               | 0               | UCL+UEL            | 2+6                | -3 + -14           | ST          | 1           | -5          | 43     | -53; 1  |
| Totale Galatasaray          | Totale Galatasaray          | Totale Galatasaray          | 443        | -425; 2     |                 | 21              | -23             |                    | 78                 | -135               |             | 9           | -9          | 550    | -592; 2 |
| giu.-dic. 2025              | Estudiantes (LP)            | PD                          | -          | -           | CA              | -               | -               | CL                 | -                  | -                  | -           | -           | -           | -      | -       |
| Totale carriera             | Totale carriera             | Totale carriera             | 585        | -540; 2     |                 | 33              | -35             |                    | 89                 | -147               |             | 10          | -10         | 717    | -732; 2 |

### Cronologia presenze e reti in nazionale
| Cronologia completa delle presenze e delle reti in nazionale ― Uruguay | Cronologia completa delle presenze e delle reti in nazionale ― Uruguay | Cronologia completa delle presenze e delle reti in nazionale ― Uruguay | Cronologia completa delle presenze e delle reti in nazionale ― Uruguay | Cronologia completa delle presenze e delle reti in nazionale ― Uruguay | Cronologia completa delle presenze e delle reti in nazionale ― Uruguay | Cronologia completa delle presenze e delle reti in nazionale ― Uruguay | Cronologia completa delle presenze e delle reti in nazionale ― Uruguay |
| Data                                                                   | Città                                                                  | In casa                                                                | Risultato                                                              | Ospiti                                                                 | Competizione                                                           | Reti                                                                   | Note                                                                   |
| ---------------------------------------------------------------------- | ---------------------------------------------------------------------- | ---------------------------------------------------------------------- | ---------------------------------------------------------------------- | ---------------------------------------------------------------------- | ---------------------------------------------------------------------- | ---------------------------------------------------------------------- | ---------------------------------------------------------------------- |
| 10-10-2009                                                             | Quito                                                                  | Ecuador                                                                | 1 – 2                                                                  | Uruguay                                                                | Qual. Mondiali 2010                                                    | -1                                                                     |                                                                        |
| 14-10-2009                                                             | Montevideo                                                             | Uruguay                                                                | 0 – 1                                                                  | Argentina                                                              | Qual. Mondiali 2010                                                    | -1                                                                     |                                                                        |
| 14-11-2009                                                             | San José                                                               | Costa Rica                                                             | 0 – 1                                                                  | Uruguay                                                                | Qual. Mondiali 2010                                                    | -                                                                      |                                                                        |
| 18-11-2009                                                             | Montevideo                                                             | Uruguay                                                                | 1 – 1                                                                  | Costa Rica                                                             | Qual. Mondiali 2010                                                    | -1                                                                     |                                                                        |
| 3-3-2010                                                               | San Gallo                                                              | Svizzera                                                               | 1 – 3                                                                  | Uruguay                                                                | Amichevole                                                             | -1                                                                     |                                                                        |
| 25-5-2010                                                              | Montevideo                                                             | Uruguay                                                                | 4 – 1                                                                  | Israele                                                                | Amichevole                                                             | -1                                                                     |                                                                        |
| 11-6-2010                                                              | Città del Capo                                                         | Uruguay                                                                | 0 – 0                                                                  | Francia                                                                | Mondiali 2010 - 1º Turno                                               | -                                                                      |                                                                        |
| 16-6-2010                                                              | Pretoria                                                               | Sudafrica                                                              | 0 – 3                                                                  | Uruguay                                                                | Mondiali 2010 - 1º Turno                                               | -                                                                      |                                                                        |
| 22-6-2010                                                              | Bloemfontein                                                           | Messico                                                                | 0 – 1                                                                  | Uruguay                                                                | Mondiali 2010 - 1º Turno                                               | -                                                                      |                                                                        |
| 26-6-2010                                                              | Port Elizabeth                                                         | Uruguay                                                                | 2 – 1                                                                  | Corea del Sud                                                          | Mondiali 2010 - Ottavi di finale                                       | -1                                                                     |                                                                        |
| 2-7-2010                                                               | Johannesburg                                                           | Uruguay                                                                | 1 – 1 dts (5 - 3 dtr)                                                  | Ghana                                                                  | Mondiali 2010 - Quarti di finale                                       | -1                                                                     |                                                                        |
| 6-7-2010                                                               | Città del Capo                                                         | Paesi Bassi                                                            | 3 – 2                                                                  | Uruguay                                                                | Mondiali 2010 - Semifinale                                             | -3                                                                     |                                                                        |
| 10-7-2010                                                              | Port Elizabeth                                                         | Germania                                                               | 3 – 2                                                                  | Uruguay                                                                | Mondiali 2010 - Finale 3º posto                                        | -3                                                                     |                                                                        |
| 11-8-2010                                                              | Lisbona                                                                | Angola                                                                 | 0 – 2                                                                  | Uruguay                                                                | Amichevole                                                             | -                                                                      |                                                                        |
| 12-10-2010                                                             | Wuhan                                                                  | Cina                                                                   | 0 – 4                                                                  | Uruguay                                                                | Amichevole                                                             | -                                                                      |                                                                        |
| 18-11-2010                                                             | Santiago del Cile                                                      | Cile                                                                   | 2 – 0                                                                  | Uruguay                                                                | Amichevole                                                             | -2                                                                     |                                                                        |
| 29-3-2011                                                              | Dublino                                                                | Irlanda                                                                | 2 – 3                                                                  | Uruguay                                                                | Amichevole                                                             | -2                                                                     |                                                                        |
| 29-5-2011                                                              | Sinsheim                                                               | Germania                                                               | 2 – 1                                                                  | Uruguay                                                                | Amichevole                                                             | -2                                                                     |                                                                        |
| 8-6-2011                                                               | Montevideo                                                             | Uruguay                                                                | 1 – 1                                                                  | Paesi Bassi                                                            | Amichevole                                                             | -1                                                                     |                                                                        |
| 23-6-2011                                                              | Rivera                                                                 | Uruguay                                                                | 3 – 0                                                                  | Estonia                                                                | Amichevole                                                             | -                                                                      |                                                                        |
| 4-7-2011                                                               | San Juan                                                               | Uruguay                                                                | 1 – 1                                                                  | Perù                                                                   | Coppa America 2011 - 1º turno                                          | -1                                                                     |                                                                        |
| 8-7-2011                                                               | Mendoza                                                                | Uruguay                                                                | 1 – 1                                                                  | Cile                                                                   | Coppa America 2011 - 1º turno                                          | -1                                                                     |                                                                        |
| 12-7-2011                                                              | La Plata                                                               | Uruguay                                                                | 1 – 0                                                                  | Messico                                                                | Coppa America 2011 - 1º turno                                          | -                                                                      |                                                                        |
| 16-7-2011                                                              | Santa Fe                                                               | Argentina                                                              | 1 – 1 dts (4 - 5 dtr)                                                  | Uruguay                                                                | Coppa America 2011 - Quarti di finale                                  | -1                                                                     |                                                                        |
| 19-7-2011                                                              | La Plata                                                               | Perù                                                                   | 0 – 2                                                                  | Uruguay                                                                | Coppa America 2011 - Semifinale                                        | -                                                                      |                                                                        |
| 24-7-2011                                                              | Buenos Aires                                                           | Uruguay                                                                | 3 – 0                                                                  | Paraguay                                                               | Coppa America 2011 - Finale                                            | -                                                                      |                                                                        |
| 2-9-2011                                                               | Charkiv                                                                | Ucraina                                                                | 2 – 3                                                                  | Uruguay                                                                | Amichevole                                                             | -2                                                                     |                                                                        |
| 7-10-2011                                                              | Montevideo                                                             | Uruguay                                                                | 4 – 2                                                                  | Bolivia                                                                | Qual. Mondiali 2014                                                    | -2                                                                     |                                                                        |
| 11-10-2011                                                             | Asunción                                                               | Paraguay                                                               | 1 – 1                                                                  | Uruguay                                                                | Qual. Mondiali 2014                                                    | -1                                                                     |                                                                        |
| 11-11-2011                                                             | Montevideo                                                             | Uruguay                                                                | 4 – 0                                                                  | Cile                                                                   | Qual. Mondiali 2014                                                    | -                                                                      |                                                                        |
| 15-11-2011                                                             | Roma                                                                   | Italia                                                                 | 0 – 1                                                                  | Uruguay                                                                | Amichevole                                                             | -                                                                      | 86’                                                                    |
| 29-2-2012                                                              | Bucarest                                                               | Romania                                                                | 1 – 1                                                                  | Uruguay                                                                | Amichevole                                                             | -1                                                                     |                                                                        |
| 25-5-2012                                                              | Mosca                                                                  | Russia                                                                 | 1 – 1                                                                  | Uruguay                                                                | Amichevole                                                             | -1                                                                     |                                                                        |
| 2-6-2012                                                               | Montevideo                                                             | Uruguay                                                                | 1 – 1                                                                  | Venezuela                                                              | Qual. Mondiali 2014                                                    | -1                                                                     |                                                                        |
| 10-6-2012                                                              | Montevideo                                                             | Uruguay                                                                | 4 – 2                                                                  | Perù                                                                   | Qual. Mondiali 2014                                                    | -2                                                                     |                                                                        |
| 15-8-2012                                                              | Le Havre                                                               | Francia                                                                | 0 – 0                                                                  | Uruguay                                                                | Amichevole                                                             | -                                                                      |                                                                        |
| 7-9-2012                                                               | Barranquilla                                                           | Colombia                                                               | 4 – 0                                                                  | Uruguay                                                                | Qual. Mondiali 2014                                                    | -4                                                                     |                                                                        |
| 11-9-2012                                                              | Montevideo                                                             | Uruguay                                                                | 1 – 1                                                                  | Ecuador                                                                | Qual. Mondiali 2014                                                    | -1                                                                     |                                                                        |
| 12-10-2012                                                             | Mendoza                                                                | Argentina                                                              | 3 – 0                                                                  | Uruguay                                                                | Qual. Mondiali 2014                                                    | -3                                                                     |                                                                        |
| 16-10-2012                                                             | La Paz                                                                 | Bolivia                                                                | 4 – 1                                                                  | Uruguay                                                                | Qual. Mondiali 2014                                                    | -4                                                                     |                                                                        |
| 14-11-2012                                                             | Danzica                                                                | Polonia                                                                | 1 – 3                                                                  | Uruguay                                                                | Amichevole                                                             | -1                                                                     |                                                                        |
| 7-2-2013                                                               | Doha                                                                   | Spagna                                                                 | 3 – 1                                                                  | Uruguay                                                                | Amichevole                                                             | -3                                                                     |                                                                        |
| 22-3-2013                                                              | Montevideo                                                             | Uruguay                                                                | 1 – 1                                                                  | Paraguay                                                               | Qual. Mondiali 2014                                                    | -1                                                                     |                                                                        |
| 27-3-2013                                                              | Santiago del Cile                                                      | Cile                                                                   | 2 – 0                                                                  | Uruguay                                                                | Qual. Mondiali 2014                                                    | -2                                                                     |                                                                        |
| 5-6-2013                                                               | Montevideo                                                             | Uruguay                                                                | 1 – 0                                                                  | Francia                                                                | Amichevole                                                             | -                                                                      |                                                                        |
| 12-6-2013                                                              | Ciudad Guayana                                                         | Venezuela                                                              | 0 – 1                                                                  | Uruguay                                                                | Qual. Mondiali 2014                                                    | -                                                                      |                                                                        |
| 17-6-2013                                                              | Recife                                                                 | Spagna                                                                 | 2 – 1                                                                  | Uruguay                                                                | Conf. Cup 2013 - 1º turno                                              | -2                                                                     |                                                                        |
| 21-6-2013                                                              | Salvador                                                               | Nigeria                                                                | 1 – 2                                                                  | Uruguay                                                                | Conf. Cup 2013 - 1º turno                                              | -1                                                                     |                                                                        |
| 26-6-2013                                                              | Belo Horizonte                                                         | Brasile                                                                | 2 – 1                                                                  | Uruguay                                                                | Conf. Cup 2013 - Semifinale                                            | -2                                                                     |                                                                        |
| 30-6-2013                                                              | Salvador                                                               | Uruguay                                                                | 2 – 2 dts (2 - 3 dtr)                                                  | Italia                                                                 | Conf. Cup 2013 - Finale 3º posto                                       | -2                                                                     |                                                                        |
| 14-8-2013                                                              | Rifu                                                                   | Giappone                                                               | 2 – 4                                                                  | Uruguay                                                                | Amichevole                                                             | -2                                                                     |                                                                        |
| 7-9-2013                                                               | Lima                                                                   | Perù                                                                   | 1 – 2                                                                  | Uruguay                                                                | Qual. Mondiali 2014                                                    | -1                                                                     |                                                                        |
| 11-9-2013                                                              | Montevideo                                                             | Uruguay                                                                | 2 – 0                                                                  | Colombia                                                               | Qual. Mondiali 2014                                                    | -                                                                      |                                                                        |
| 11-10-2013                                                             | Quito                                                                  | Ecuador                                                                | 1 – 0                                                                  | Uruguay                                                                | Qual. Mondiali 2014                                                    | -1                                                                     |                                                                        |
| 16-10-2013                                                             | Montevideo                                                             | Uruguay                                                                | 3 – 2                                                                  | Argentina                                                              | Qual. Mondiali 2014                                                    | -2                                                                     |                                                                        |
| 5-3-2014                                                               | Klagenfurt am Wörthersee                                               | Austria                                                                | 1 – 1                                                                  | Uruguay                                                                | Amichevole                                                             | -1                                                                     |                                                                        |
| 31-5-2014                                                              | Montevideo                                                             | Uruguay                                                                | 1 – 0                                                                  | Irlanda del Nord                                                       | Amichevole                                                             | -                                                                      |                                                                        |
| 5-6-2014                                                               | Montevideo                                                             | Uruguay                                                                | 2 – 0                                                                  | Slovenia                                                               | Amichevole                                                             | -                                                                      |                                                                        |
| 14-6-2014                                                              | Fortaleza                                                              | Uruguay                                                                | 1 – 3                                                                  | Costa Rica                                                             | Mondiali 2014 - 1º turno                                               | -3                                                                     |                                                                        |
| 19-6-2014                                                              | San Paolo                                                              | Uruguay                                                                | 2 – 1                                                                  | Inghilterra                                                            | Mondiali 2014 - 1º turno                                               | -1                                                                     |                                                                        |
| 24-6-2014                                                              | Natal                                                                  | Italia                                                                 | 0 – 1                                                                  | Uruguay                                                                | Mondiali 2014 - 1º turno                                               | -                                                                      | 90+1’                                                                  |
| 28-6-2014                                                              | Rio de Janeiro                                                         | Colombia                                                               | 2 – 0                                                                  | Uruguay                                                                | Mondiali 2014 - Ottavi di finale                                       | -2                                                                     |                                                                        |
| 5-9-2014                                                               | Sapporo                                                                | Giappone                                                               | 0 – 2                                                                  | Uruguay                                                                | Amichevole                                                             | -                                                                      |                                                                        |
| 10-10-2014                                                             | Gedda                                                                  | Arabia Saudita                                                         | 1 – 1                                                                  | Uruguay                                                                | Amichevole                                                             | -1                                                                     |                                                                        |
| 14-11-2014                                                             | Montevideo                                                             | Uruguay                                                                | 3 – 3                                                                  | Costa Rica                                                             | Amichevole                                                             | -3                                                                     |                                                                        |
| 19-11-2014                                                             | Santiago del Cile                                                      | Cile                                                                   | 1 – 2                                                                  | Uruguay                                                                | Amichevole                                                             | -1                                                                     |                                                                        |
| 28-3-2015                                                              | Agadir                                                                 | Marocco                                                                | 0 – 1                                                                  | Uruguay                                                                | Amichevole                                                             | -                                                                      |                                                                        |
| 7-6-2015                                                               | Montevideo                                                             | Uruguay                                                                | 5 – 1                                                                  | Guatemala                                                              | Amichevole                                                             | -1                                                                     |                                                                        |
| 13-6-2015                                                              | Antofagasta                                                            | Uruguay                                                                | 1 – 0                                                                  | Giamaica                                                               | Coppa America 2015 - 1º turno                                          | -                                                                      |                                                                        |
| 16-6-2015                                                              | La Serena                                                              | Argentina                                                              | 1 – 0                                                                  | Uruguay                                                                | Coppa America 2015 - 1º turno                                          | -1                                                                     |                                                                        |
| 20-6-2015                                                              | La Serena                                                              | Uruguay                                                                | 1 – 1                                                                  | Paraguay                                                               | Coppa America 2015 - 1º turno                                          | -1                                                                     |                                                                        |
| 24-6-2015                                                              | Santiago del Cile                                                      | Cile                                                                   | 1 – 0                                                                  | Uruguay                                                                | Coppa America 2015 - Quarti di finale                                  | -1                                                                     |                                                                        |
| 4-9-2015                                                               | Panama                                                                 | Panama                                                                 | 0 – 1                                                                  | Uruguay                                                                | Amichevole                                                             | -                                                                      |                                                                        |
| 8-10-2015                                                              | La Paz                                                                 | Bolivia                                                                | 0 – 2                                                                  | Uruguay                                                                | Qual. Mondiali 2018                                                    | -                                                                      |                                                                        |
| 13-10-2015                                                             | Montevideo                                                             | Uruguay                                                                | 3 – 0                                                                  | Colombia                                                               | Qual. Mondiali 2018                                                    | -                                                                      |                                                                        |
| 12-11-2015                                                             | Quito                                                                  | Ecuador                                                                | 2 – 1                                                                  | Uruguay                                                                | Qual. Mondiali 2018                                                    | -2                                                                     |                                                                        |
| 18-11-2015                                                             | Montevideo                                                             | Uruguay                                                                | 3 – 0                                                                  | Cile                                                                   | Qual. Mondiali 2018                                                    | -                                                                      |                                                                        |
| 26-3-2016                                                              | Recife                                                                 | Brasile                                                                | 2 – 2                                                                  | Uruguay                                                                | Qual. Mondiali 2018                                                    | -2                                                                     |                                                                        |
| 29-3-2016                                                              | Montevideo                                                             | Uruguay                                                                | 1 – 0                                                                  | Perù                                                                   | Qual. Mondiali 2018                                                    | -                                                                      |                                                                        |
| 6-6-2016                                                               | Glendale                                                               | Messico                                                                | 3 – 1                                                                  | Uruguay                                                                | Coppa America Centenario - 1º turno                                    | -3                                                                     |                                                                        |
| 10-6-2016                                                              | Filadelfia                                                             | Uruguay                                                                | 0 – 1                                                                  | Venezuela                                                              | Coppa America Centenario - 1º turno                                    | -1                                                                     |                                                                        |
| 14-6-2016                                                              | Santa Clara                                                            | Uruguay                                                                | 3 – 0                                                                  | Giamaica                                                               | Coppa America Centenario - 1º turno                                    | -                                                                      |                                                                        |
| 1-9-2016                                                               | Mendoza                                                                | Argentina                                                              | 1 – 0                                                                  | Uruguay                                                                | Qual. Mondiali 2018                                                    | -1                                                                     |                                                                        |
| 7-9-2016                                                               | Montevideo                                                             | Uruguay                                                                | 4 – 0                                                                  | Paraguay                                                               | Qual. Mondiali 2018                                                    | -                                                                      |                                                                        |
| 6-10-2016                                                              | Montevideo                                                             | Uruguay                                                                | 3 – 0                                                                  | Venezuela                                                              | Qual. Mondiali 2018                                                    | -                                                                      |                                                                        |
| 11-10-2016                                                             | Barranquilla                                                           | Colombia                                                               | 2 – 2                                                                  | Uruguay                                                                | Qual. Mondiali 2018                                                    | -2                                                                     | 80’                                                                    |
| 11-11-2016                                                             | Montevideo                                                             | Uruguay                                                                | 2 – 1                                                                  | Ecuador                                                                | Qual. Mondiali 2018                                                    | -1                                                                     |                                                                        |
| 16-11-2016                                                             | Ñuñoa                                                                  | Cile                                                                   | 3 – 1                                                                  | Uruguay                                                                | Qual. Mondiali 2018                                                    | -3                                                                     | 76’                                                                    |
| 28-3-2017                                                              | Lima                                                                   | Perù                                                                   | 2 – 1                                                                  | Uruguay                                                                | Qual. Mondiali 2018                                                    | -2                                                                     |                                                                        |
| 7-6-2017                                                               | Nizza                                                                  | Italia                                                                 | 3 – 0                                                                  | Uruguay                                                                | Amichevole                                                             | -3                                                                     |                                                                        |
| 31-8-2017                                                              | Montevideo                                                             | Uruguay                                                                | 0 – 0                                                                  | Argentina                                                              | Qual. Mondiali 2018                                                    | -                                                                      |                                                                        |
| 5-9-2017                                                               | Asunción                                                               | Paraguay                                                               | 1 – 2                                                                  | Uruguay                                                                | Qual. Mondiali 2018                                                    | -1                                                                     |                                                                        |
| 5-10-2017                                                              | San Cristóbal                                                          | Venezuela                                                              | 0 – 0                                                                  | Uruguay                                                                | Qual. Mondiali 2018                                                    | -                                                                      |                                                                        |
| 10-10-2017                                                             | Montevideo                                                             | Uruguay                                                                | 4 – 2                                                                  | Bolivia                                                                | Qual. Mondiali 2018                                                    | -2                                                                     |                                                                        |
| 23-3-2018                                                              | Nanning                                                                | Uruguay                                                                | 2 – 0                                                                  | Rep. Ceca                                                              | Amichevole                                                             | -                                                                      |                                                                        |
| 26-3-2018                                                              | Nanning                                                                | Galles                                                                 | 0 – 1                                                                  | Uruguay                                                                | Amichevole                                                             | -                                                                      |                                                                        |
| 8-6-2018                                                               | Montevideo                                                             | Uruguay                                                                | 3 – 0                                                                  | Uzbekistan                                                             | Amichevole                                                             | -                                                                      |                                                                        |
| 15-6-2018                                                              | Ekaterinburg                                                           | Egitto                                                                 | 0 – 1                                                                  | Uruguay                                                                | Mondiali 2018 - 1º turno                                               | -                                                                      |                                                                        |
| 20-6-2018                                                              | Rostov                                                                 | Uruguay                                                                | 1 – 0                                                                  | Arabia Saudita                                                         | Mondiali 2018 - 1º turno                                               | -                                                                      |                                                                        |
| 25-6-2018                                                              | Samara                                                                 | Uruguay                                                                | 3 – 0                                                                  | Russia                                                                 | Mondiali 2018 - 1º turno                                               | -                                                                      |                                                                        |
| 30-6-2018                                                              | Soči                                                                   | Uruguay                                                                | 2 – 1                                                                  | Portogallo                                                             | Mondiali 2018 - Ottavi di finale                                       | -1                                                                     |                                                                        |
| 6-7-2018                                                               | Nižnij Novgorod                                                        | Uruguay                                                                | 0 – 2                                                                  | Francia                                                                | Mondiali 2018 - Quarti di finale                                       | -2                                                                     |                                                                        |
| 8-9-2018                                                               | Houston                                                                | Messico                                                                | 1 – 4                                                                  | Uruguay                                                                | Amichevole                                                             | -1                                                                     |                                                                        |
| 12-10-2018                                                             | Seul                                                                   | Corea del Sud                                                          | 2 – 1                                                                  | Uruguay                                                                | Amichevole                                                             | -2                                                                     | 65’                                                                    |
| 16-10-2018                                                             | Saitama                                                                | Giappone                                                               | 4 – 3                                                                  | Uruguay                                                                | Amichevole                                                             | -4                                                                     |                                                                        |
| 22-3-2019                                                              | Nanning                                                                | Uruguay                                                                | 3 – 0                                                                  | Uzbekistan                                                             | Amichevole                                                             | -                                                                      |                                                                        |
| 25-3-2019                                                              | Nanning                                                                | Uruguay                                                                | 4 – 0                                                                  | Thailandia                                                             | Amichevole                                                             | -                                                                      |                                                                        |
| 7-6-2019                                                               | Montevideo                                                             | Uruguay                                                                | 3 – 0                                                                  | Panama                                                                 | Amichevole                                                             | -                                                                      |                                                                        |
| 16-6-2019                                                              | Belo Horizonte                                                         | Uruguay                                                                | 4 – 0                                                                  | Ecuador                                                                | Coppa America 2019 - 1º turno                                          | -                                                                      |                                                                        |
| 20-6-2019                                                              | Porto Alegre                                                           | Uruguay                                                                | 2 – 2                                                                  | Giappone                                                               | Coppa America 2019 - 1º turno                                          | -2                                                                     |                                                                        |
| 24-6-2019                                                              | Rio de Janeiro                                                         | Cile                                                                   | 0 – 1                                                                  | Uruguay                                                                | Coppa America 2019 - 1º turno                                          | -                                                                      |                                                                        |
| 29-6-2019                                                              | Salvador de Bahia                                                      | Uruguay                                                                | 0 – 0 dts (4 – 5 dtr)                                                  | Perù                                                                   | Coppa America 2019 - Quarti di finale                                  | -                                                                      |                                                                        |
| 7-9-2019                                                               | San José                                                               | Costa Rica                                                             | 1 – 2                                                                  | Uruguay                                                                | Amichevole                                                             | -1                                                                     | cap.                                                                   |
| 10-9-2019                                                              | Saint Louis                                                            | Stati Uniti                                                            | 1 – 1                                                                  | Uruguay                                                                | Amichevole                                                             | -1                                                                     | cap.                                                                   |
| 12-10-2019                                                             | Montevideo                                                             | Uruguay                                                                | 1 – 0                                                                  | Perù                                                                   | Amichevole                                                             | -                                                                      |                                                                        |
| 15-11-2019                                                             | Budapest                                                               | Ungheria                                                               | 1 – 2                                                                  | Uruguay                                                                | Amichevole                                                             | -1                                                                     |                                                                        |
| 3-6-2021                                                               | Montevideo                                                             | Uruguay                                                                | 0 – 0                                                                  | Paraguay                                                               | Qual. Mondiali 2022                                                    | -                                                                      |                                                                        |
| 8-6-2021                                                               | Caracas                                                                | Venezuela                                                              | 0 – 0                                                                  | Uruguay                                                                | Qual. Mondiali 2022                                                    | -                                                                      |                                                                        |
| 18-6-2021                                                              | Brasilia                                                               | Argentina                                                              | 1 – 0                                                                  | Uruguay                                                                | Coppa America 2021 - 1º turno                                          | -1                                                                     |                                                                        |
| 21-6-2021                                                              | Cuiabá                                                                 | Uruguay                                                                | 1 – 1                                                                  | Cile                                                                   | Coppa America 2021 - 1º turno                                          | -1                                                                     |                                                                        |
| 24-6-2021                                                              | Cuiabá                                                                 | Bolivia                                                                | 0 – 2                                                                  | Uruguay                                                                | Coppa America 2021 - 1º turno                                          | -                                                                      |                                                                        |
| 28-6-2021                                                              | Rio de Janeiro                                                         | Uruguay                                                                | 1 – 0                                                                  | Paraguay                                                               | Coppa America 2021 - 1º turno                                          | -                                                                      |                                                                        |
| 3-7-2021                                                               | Brasilia                                                               | Uruguay                                                                | 0 – 0 dts (2 – 4 dtr)                                                  | Colombia                                                               | Coppa America 2021 - Quarti di finale                                  | -                                                                      |                                                                        |
| 2-9-2021                                                               | Lima                                                                   | Perù                                                                   | 1 – 1                                                                  | Uruguay                                                                | Qual. Mondiali 2022                                                    | -1                                                                     |                                                                        |
| 5-9-2021                                                               | Montevideo                                                             | Uruguay                                                                | 4 – 2                                                                  | Bolivia                                                                | Qual. Mondiali 2022                                                    | -2                                                                     |                                                                        |
| 9-9-2021                                                               | Montevideo                                                             | Uruguay                                                                | 1 – 0                                                                  | Ecuador                                                                | Qual. Mondiali 2022                                                    | -                                                                      |                                                                        |
| 7-10-2021                                                              | Montevideo                                                             | Uruguay                                                                | 0 – 0                                                                  | Colombia                                                               | Qual. Mondiali 2022                                                    | -                                                                      |                                                                        |
| 10-10-2021                                                             | Buenos Aires                                                           | Argentina                                                              | 3 – 0                                                                  | Uruguay                                                                | Qual. Mondiali 2022                                                    | -3                                                                     |                                                                        |
| 14-10-2021                                                             | Manaus                                                                 | Brasile                                                                | 4 – 1                                                                  | Uruguay                                                                | Qual. Mondiali 2022                                                    | -4                                                                     |                                                                        |
| 12-11-2021                                                             | Montevideo                                                             | Uruguay                                                                | 0 – 1                                                                  | Argentina                                                              | Qual. Mondiali 2022                                                    | -1                                                                     |                                                                        |
| 16-11-2021                                                             | La Paz                                                                 | Bolivia                                                                | 3 – 0                                                                  | Uruguay                                                                | Qual. Mondiali 2022                                                    | -3                                                                     |                                                                        |
| 5-6-2022                                                               | Kansas City                                                            | Stati Uniti                                                            | 0 – 0                                                                  | Uruguay                                                                | Amichevole                                                             | -                                                                      |                                                                        |
| 11-6-2022                                                              | Montevideo                                                             | Uruguay                                                                | 5 – 0                                                                  | Panama                                                                 | Amichevole                                                             | -                                                                      | 46’ 76’                                                                |
| Totale                                                                 |                                                                        | Presenze (4º posto)                                                    | 133                                                                    |                                                                        | Reti                                                                   | -135                                                                   |                                                                        |

## Palmarès

### Club
- Coppa Italia: 1

Lazio: 2008-2009
- Supercoppa italiana: 1

Lazio: 2009
- Campionato turco: 8

Galatasaray: 2011-2012, 2012-2013, 2014-2015, 2017-2018, 2018-2019, 2022-2023, 2023-2024, 2024-2025
- Supercoppa turca: 6  (record condiviso con Şenol Güneş, Selçuk İnan, Necati Özçağlayan e Turgay Semercioğlu)

Galatasaray: 2012, 2013, 2015, 2016, 2019, 2023
- Coppa di Turchia: 5

Galatasaray: 2013-2014, 2014-2015, 2015-2016, 2018-2019, 2024-2025

### Nazionale
- Coppa America: 1

Argentina 2011

### Individuale
- Miglior giocatore della Supercoppa turca: 2

2014, 2016
- Squadra dell'anno della TSYD: 1

2015
- Squadra dell'anno della Süper Lig: 1

2014-2015
- Calciatore dell'anno della Süper Lig: 1

2014-2015
- Portiere dell'anno della Süper Lig: 1

2014-2015